# 水蕉新村
水蕉新村（英語：Shui Tsiu San Tsuen）是香港一個位於元朗區十八鄉的雜姓客家鄉村，村內最早建成的一部份為歷史悠久的圍村。

## 歷史
早於17世紀中葉，水蕉新村已由杨姓和黃姓氏族創建，他們為屏山鄧氏擔當佃農，起初村落名為「福慶圍」，其後程姓、林姓和張姓氏族亦相繼遷入。程氏祖籍廣東河源。最後加入的林氏，其開基祖林庭桂在明末、清初年間從福建南來遷居水蕉新村。
水蕉新村共有9排緊密相連的村屋，第一排建有福慶堂和程、林、張氏的祠堂，村前原有一個風水塘，於1970年代末被填平。經過數個世紀的繁衍，程氏和林氏已成為水蕉新村最大的氏族。現時，香港只有水蕉新村、水蕉老圍和紅棗田村的年長村民懂得講平婆話，一種客家語方言。
1970年代末，水蕉新村的範圍擴展至大棠路以南、南坑排以西，沿新路發展的村屋群名為水蕉新樓，新樓村口有巴士站，亦曾有多間商鋪，成為水蕉新村的一個小市集。

## 著名建築
香港二級歷史建築：

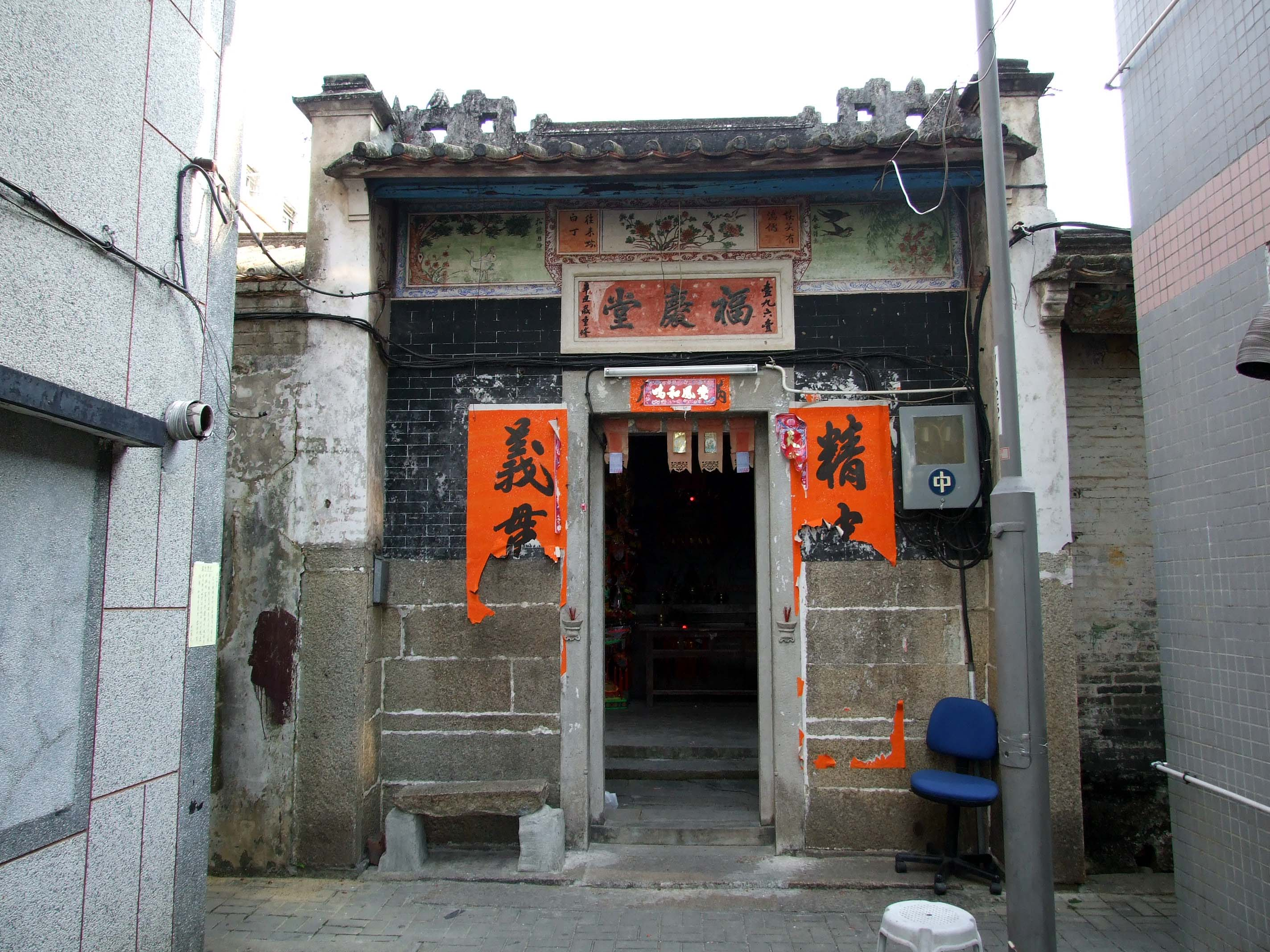
福慶堂是水蕉新村的村廟，用作村民的祠堂及拜奉關帝。

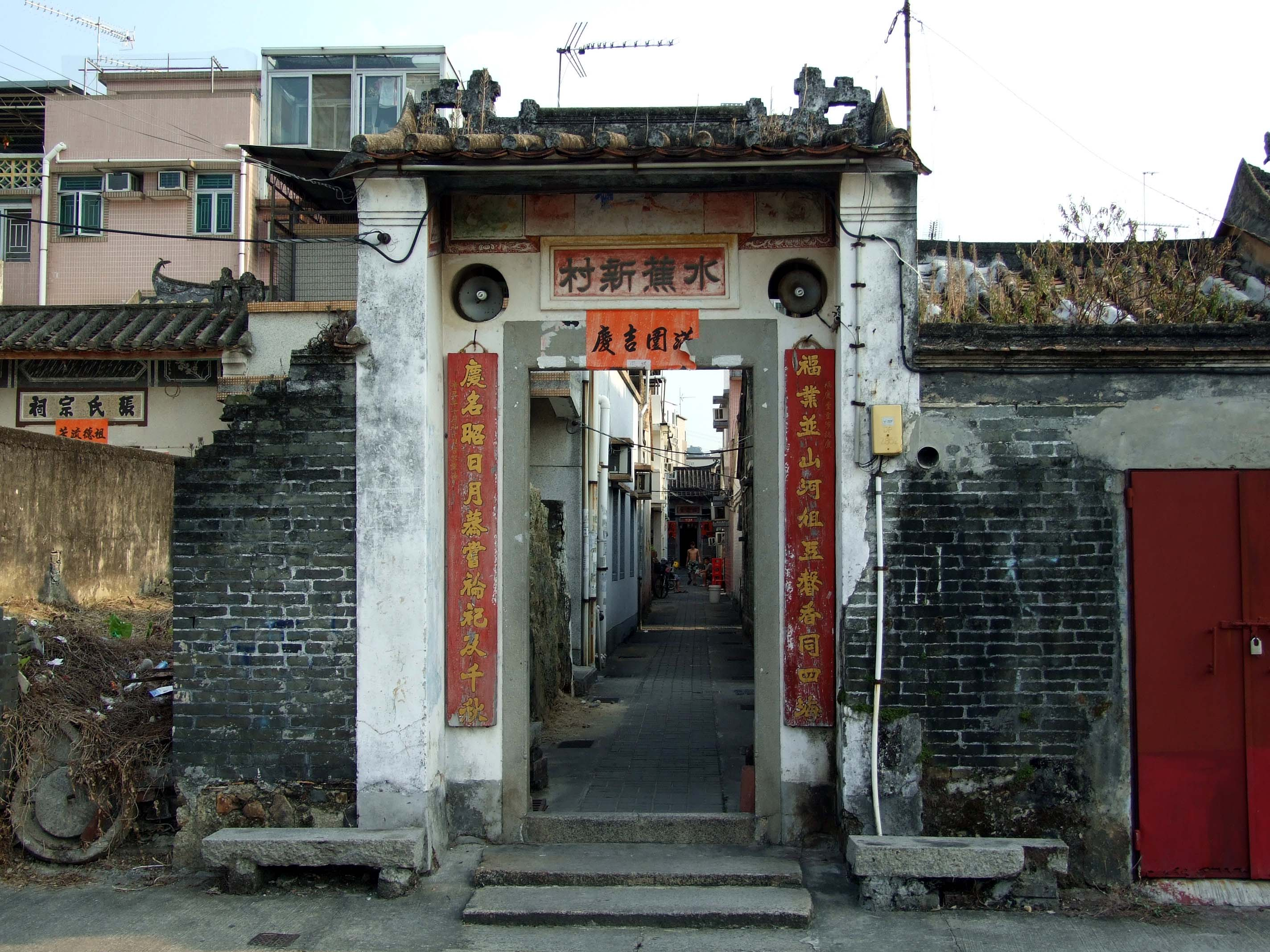
水蕉新村圍門

- 俊芳程公祠：程氏家祠，由程俊芳的後人於 1940 年代建立。

香港三級歷史建築：
- 福慶堂：水蕉新村神廳及前村公所，由五氏共同建立於18世紀中葉，供奉關帝，曾於1961年翻新。福慶堂多年來組隊參加天后寶誕會景巡遊。[2]
- 福華書室：相傳建於18世紀中葉，由五氏共同管理，現已丟空。
- 俊華書室：不晚於1907年建成，由程俊華的後人所建。該書室取代福華書室教育各村子弟，後來易名為福華學校。1954年，水蕉新村聯合木橋頭村、大棠村及白沙村成立公立聯光學校，取代俊華書室的功能。
- 林氏宗祠：由忠華祖後人建於20世紀前，曾於1977年翻新。
- 振鳳林公祠：林氏家祠，由林振鳳後人建於 1960 年代。

歷史建築：
- 水蕉新村圍門：原建於1961年，於2010年代隨旁邊的青磚建築一併被重建
- 張氏宗祠
- 程氏宗祠
- 楊氏宗祠

宗教建築：
- 天德聖教道堂：建於1959年
- 香港德瑪輪泰國佛寺：成立於2005年

## 事件
- 1961年十八鄉鄉事委員會選舉，分為戴均及蔡創業兩派競選人馬。因派系問題，白沙村村長劉桂昌被水蕉新村村民埋伏圍毆。翌日，水蕉新村村長程光球遭白沙村村民報復毆打，警方穿山甲隊需要分駐水蕉新村及白沙村內防備。[3][4]事後，蔡創業當選主席，但水蕉新村及白沙村雙方爭執持續，1962年初，再有兩名白沙村村民指稱被水蕉新村村民圍毆，最後多村簽訂和約，暴力事件終告落幕。[5][6]
- 繼1962年年初的五村毆鬥，同年水蕉新村和老圍再因築墳越界問題發生衝突，兩村村民漏夜備戰，幸得警隊早上到元朗市戒備制止。[7]
- 2016年，有傳媒報導懷疑新界原居民與發展商合作套丁，建成曉門。曉門所在的土地由原業主購入後，隨即將土地分割成多塊，再以低價向男丁轉售，以申建丁屋。其中多名男丁都委託同一名恒安建築的生意伙伴處理所有興建及銷售文件，而且他們都以曉門發展商恒安發展的地址作為申報地址。[8]2022年，廉政公署就該事件起訴丁屋發展商負責人王光榮及水蕉新村村代表程振明，控告他們涉嫌串謀其他人士，在2005年至2019年期間詐騙地政總署向該項目批出多張建屋牌照。項目以私人屋苑方式售出115幢丁屋，王光榮負責的發展商獲取逾10億元。[9][10][11]

## 外部連結
- 居民代表選舉水蕉新村（十八鄉）的劃定現有鄉村範圍（2019至2022年） （页面存档备份，存于）
- 跑遊元朗十八鄉 (17) － 水蕉新村 （页面存档备份，存于）
- 跑遊元朗十八鄉 (107) － 重遊水蕉新村 （页面存档备份，存于）

22°25′30″N 114°01′41″E / 22.425116°N 114.027943°E